# Австралія на літніх Олімпійських іграх 1980
Австралія брала участь у Літніх Олімпійських іграх  1980 року в Москві (СРСР) в дев'ятнадцятий раз за свою історію, і завоювала дві золоті, дві срібні та п'ять бронзових медалей. Збірну країни представляли 28 жінок. Австралія виступала під олімпійським прапором і завдяки російській абетці йшла першою після збірної Греції, що завжди відкриває олімпійські ігри. Близько 80 австралійських атлетів не прибули на олімпіаду через бойкот.

## Золото
- Спортивне плавання, чоловіки, 800 метрів — Michelle Ford.
- Спортивне плавання, чоловіки, 4х100 метрів, естафета — Neil Brooks, Mark Kerry, Peter Evans та Mark Tonelli.

## Срібло
- Легка атлетика, чоловіки, 400 метрів — Rick Mitchell.
- Каное, чоловіки, 500 метрів — John Sumegi.

## Бронза
- Спортивне плавання, чоловіки, 200 метрів — Graeme Brewer.
- Спортивне плавання, чоловіки, 1 500 метрів — Макс Метцкер.
- Спортивне плавання, чоловіки, 200 метрів на спині — Марк Керрі.
- Спортивне плавання, чоловіки, 100 метрів на спині — Петер Еванс.
- Спортивне плавання, жінки, 200 метрів, батерфляй — Мішелль Форд.